# Palakonda
Palakonda fou un antic estat tributari protegit del tipus zamindari al districte de Vizagapatam o Visakhapatnam (avui a Andhra Pradesh). La població de Palakonda és a 18° 36′ 00″ N, 83° 45′ 00″ E / 18.6000°N,83.7500°E
Fou concedit pel rajà de Jaipur al començar el segle XVI, amb la població de Palakonda com a capital. El primer sobirà fou un khand. Fou més tard tributari de Vizianagaram situació existent quan els britànics van establir la seva sobirania sobre els Circars Septentrionals el 1765; el 1796 el zamindari fou expropiat al raja per rebel·lió i entregat al seu fill; el zamindar posterior va donar problemes a la Companyia Britànica de les Índies Orientals fins al 1828 que es va fer càrrec un col·lector; el 1832 el nou zamindar es va declarar obertament en rebel·lió i l'estat fou confiscat, i els membres mascles de la família empresonats per bastants anys. El zamindari fou administrat pel col·lector (que també administrava des de 1811 el veí zamindari d'Honjaram, comprat per deutes) i des de 1846 foren arrendats a propietaris europeus (la companyia de Messrs. Arbuthnot Sc Co. of Madras) que vers 1880 pagava 13.100 lliures al govern però en treia uns beneficis de 15.800. El 1892 el govern va assolir altre cop el control i els dos antics zamindari foren units i inclosos en les terres ryotwari de la taluka de Palakonda. Dins l'estat d'Andhra Pradesh fou seu d'una divisió fiscal, i d'un mandal.